# Макс Швабінський

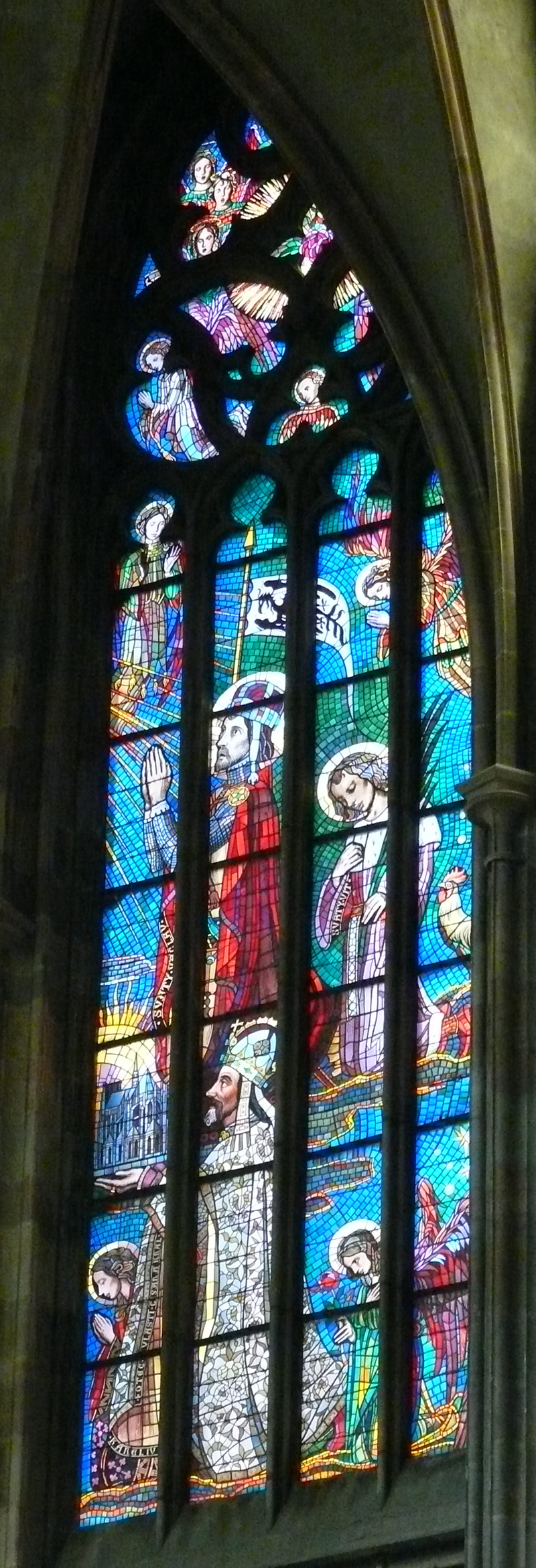
Вітраж митця у Соборі св. Віта, Прага

Макс Швабінський (чеськ. Max Švabinský, повне ім'я Максиміліан Теодор Ян Швабінський / чеськ. Maxmilian Theodor Jan Švabinský; 17 вересня 1873, Кромержіж, Чехія — 10 лютого 1962, Прага, ЧССР) — чеський графік і живописець; один із найвидатніших чеських художників ХХ століття.

## З життя та творчості
Макс Швабінський навчався у Празькій Академії мистецтв у 1891—96 роках.
Твори Макса Швабінського:
- — розписи в колишньому Земському банку в Празі (1896);
- — вітраж «Страшний суд» у соборі св. Віта в Празі (1937—39);
- — картини «Бідний край» (1899–1900), «Жовта парасолька» (1908—09) та ін.;
- — гравюри «Жнива» (1927), «Поет і муза» (1923) та ін.;
- — рисунки.

Макс Швабінський — автор графічних портретів діячів чеської культури, книжкових ілюстрацій (у тому числі ілюстрацій до творів С. Щипачова, 1955).
У 1910—27 роках викладав у Празькій Академії мистецтв. Серед учнів Макса Швабінського — український художник-графік Василь Касіян.
Макс Швабінський був професором (згодом дожиттєвим почесним) Празької Академії мистецтв, вісім разів її ректором. Митець — народний художник Чехословаччини (з 1945 року), член-кореспондент Королівської Академії красних мистецтв (Мадрид).